# Louis Winsberg

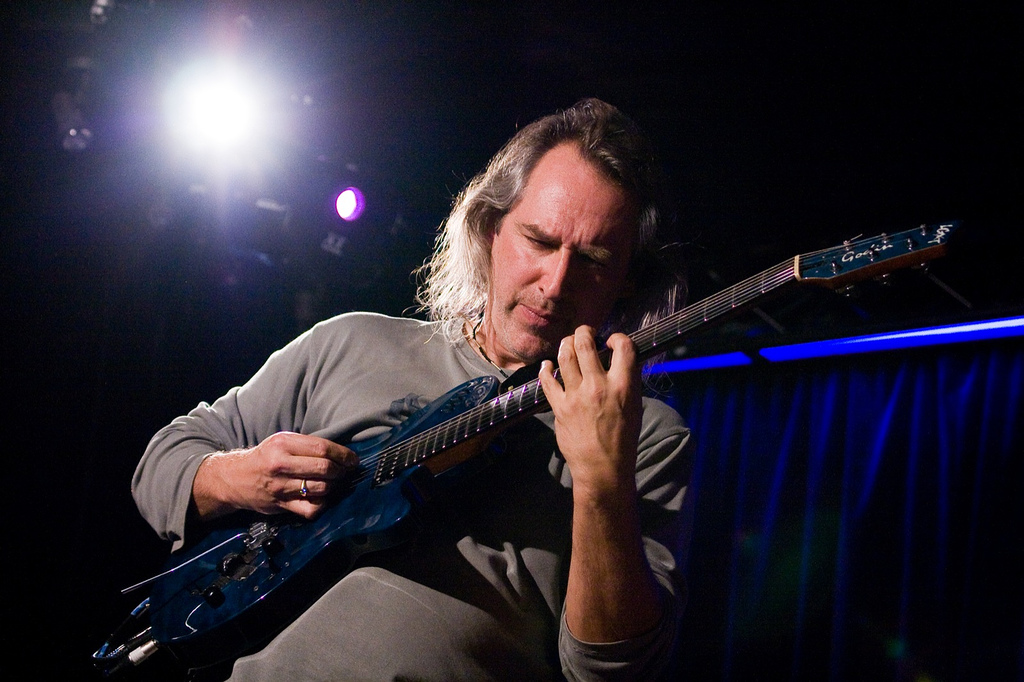
Louis Winsberg

Louis Winsberg (* 1963 in Marseille) ist ein französischer Jazz-Gitarrist, Mitglied der Gruppe Sixun.

## Leben und Wirken
Winsberg wuchs als Sohn eines Maler-Ehepaars in Eygalières in Südfrankreich auf. Mit 12 begann er Gitarre zu erlernen, wobei er mit Mitgliedern der „Gipsy Kings“ aufwuchs (der Familie Los Reyes in Arles und Tarascon). Er studierte am Konservatorium von Cavaillon, wobei er sich neben klassischer Gitarre (und Gypsy Musik) bald autodidaktisch dem Jazz zuwandte. 1979 zog er nach Paris und besuchte die Musikschule von Sèvres. 1980 spielte er auf dem Album der Los Reyes „Les fêtes des Saintes-Maries de la mer“. 1983 gewann er den ersten Preis im „Concours National de Jazz de La Défense“ und wurde Lehrer an der Pariser Jazzschule CIM. Dort traf er 1984 den Pianisten Jean-Pierre Como, mit dem er im selben Jahr die erfolgreiche Jazzrock-Gruppe „Sixun“ gründete, mit Abdou M’Boup (Percussion), dem Schlagzeuger Paco Séry, dem Saxophonisten Alain Debiossat und dem Bassisten Michel Alibo. Ihr erstes Album „Nuits blanches“ veröffentlichten sie 1985. 1987 spielte er auf dem Album „New York“ des Trompeters Éric Le Lann. Im selben Jahr begann er mit eigenem Trio zu arbeiten, mit dem er neben Jazz auch Gypsy-Musik aufnahm („Apassionata“ 1988).
1990 erschien sein zweites Album unter eigenem Namen „Camino“. In den 1990er Jahren schuf er auch Musik für Tanz-Ensembles und nahm mit dem Gitarristen Sylvain Luc („Petits déja..“) und mit Jean-Pierre Como auf. 1994 hielt er sich ein halbes Jahr mit der Gruppe Sixun in New York City auf, wo sie u. a. mit Joe Zawinul zusammenarbeiteten. Das Ergebnis dieses New York Aufenthalts war das Album „Lunatic Taxi“ von Sixun (1995). Es folgte eine Tournee durch Asien und Europa. 1997 erschien sein Solo-Album „La Danse du vent“, gefolgt von einer Frankreich und Afrika Tournee. Das Album zeigte schon starke Flamenco Einflüsse als Folge von Winsbergs Studium dieser Musik. Im selben Jahr begann seine Zusammenarbeit mit den dänischen Doky-Brüdern (dem Pianisten Niels Lan Doky und dem Bassisten Chris Minh Doky).
Mit Gino Vannelli und Randy Brecker unternahm er im gleichen Jahr eine Skandinavien Tournee. 1999 unternahm er eine Tournee durch Afrika, tourte mit dem Quintett des Akkordeonisten Marc Berthoumieux und spielte auf dem Debütalbum des Schlagzeugers Stéphane Huchard. 2000 spielte er auf Alben von Claude Nougaro und Charles Aznavour. 2001 gründete er das Trio „Douce France“ mit Stéphane Huchard und Christophe Wallemme, mit denen er französische Chansons interpretiert (Album „Douce France“ 2007). Im selben Jahr begleitete er Dee Dee Bridgewater („This is new“ 2002, „J´ai deux amours“ 2005) und veröffentlichte das erste Album seines Projekts „Jaleo“, das andalusische Flamenco-Musik, Musik der Camargue und indische Musik verbinden sollte.

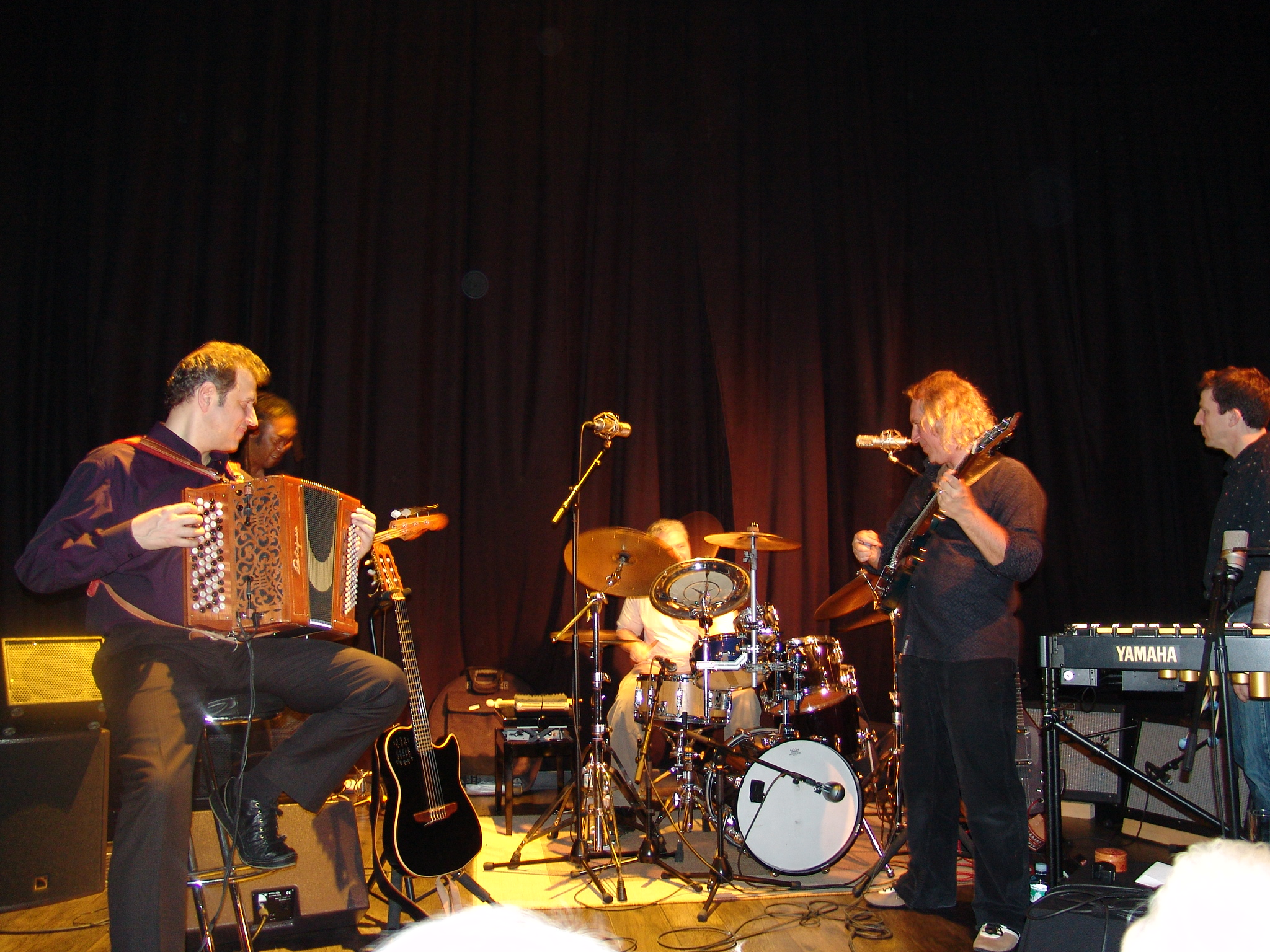
La Danse Du Vent: Louis Winsberg (rechts) mit Marc Berthoumieux (links vorne), Linley Marthe (links hinten, halb verdeckt), Stéphane Huchard und Franck Tortiller (ganz rechts) (Dünkirchen 2010).

## Diskografie (solo)
- 2016 Jaleo „For Paco“
- 2014 Gypsy Eyes
- 2007 Douce France
- 2005 Le bal des suds
- 2002 Jaleo
- 1997 La Danse du Vent
- 1994 Petits Déjà
- 1990 Camino
- 1987 Appassionata